# 無雙譜

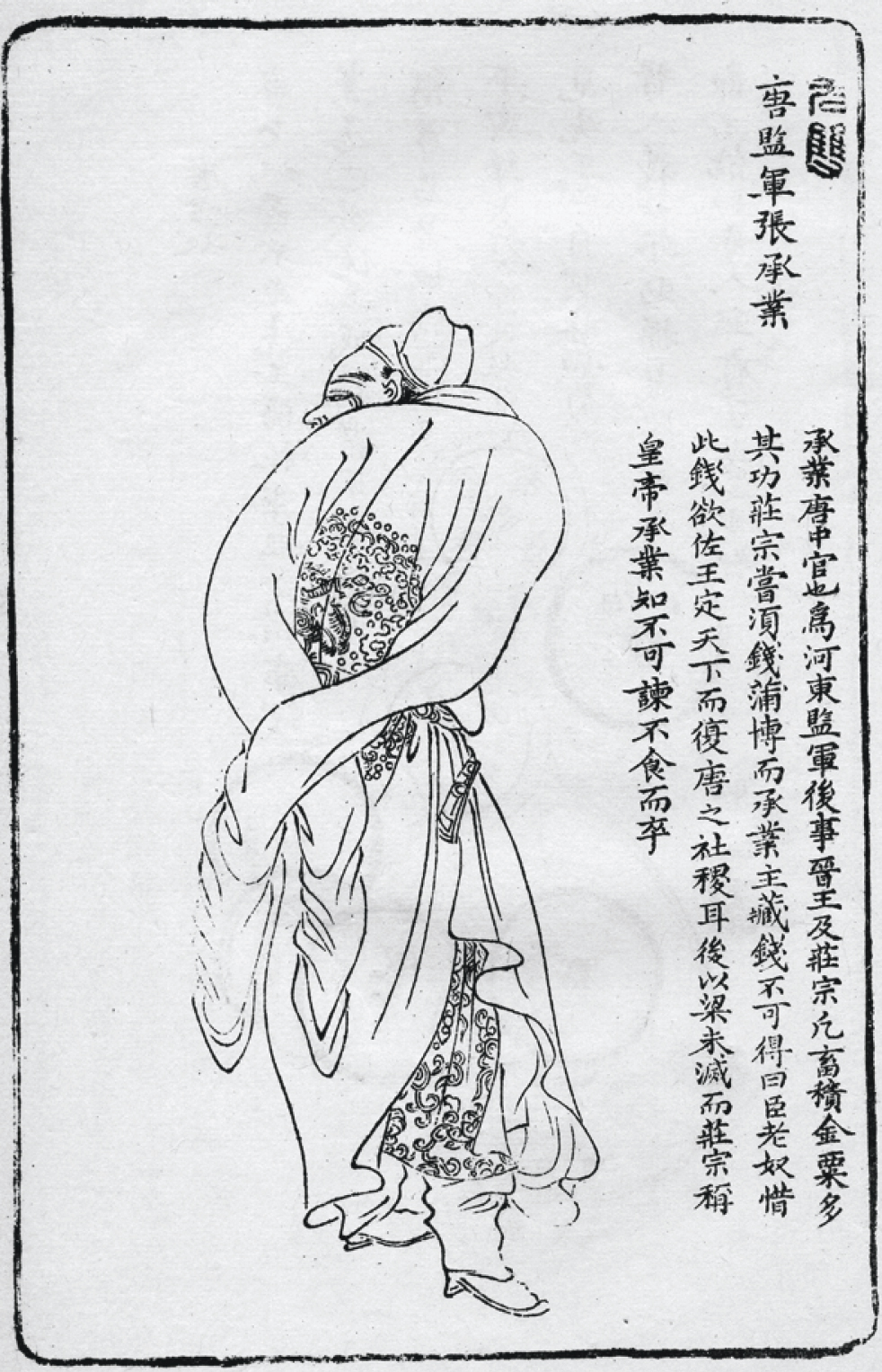
《無雙譜》中的张承业

《無雙譜》，又名《南陵无双谱》，刊刻于清康熙三十三年（1694年），是以绘画形式为主，集诗、书、画于一体的传记类版画图录，由金古良编绘、御殿刻工朱圭镌刻。绘者从汉朝到宋朝1400多年间挑选40位历史名人，绘成绣像并题诗文，因他们事迹举世无双，故称为《无双谱》。自成书后，《无双谱》便成为陶瓷器中人物纹饰题材的摹画蓝本，在清朝中晚期的民窑粉彩陶瓷器中盛行。

## 作者
绘画者金古良，原名金史，浙江绍兴人，字古良，又字射堂，别号南陵，擅长人物画，曾师从画家陈洪绶。生卒年代不详，推断约在明朝末天启、崇祯至清朝初顺治、康熙年间。
镌刻者朱圭，字上如，江苏苏州人，因刻画家刘源绘制的《凌烟阁功臣图》而一举成名。清康熙三十年（1691年）前后入养心殿供事，任鸿胪寺叙班，成为御殿刻工。

## 内容
《无双谱》谱目由人物题名和金古良题词名两部分组成，概括了所绘名人的事迹和特征。在绘画手法上，采用工笔细描，以人物绘画为主，略去景物映衬，每幅人物绣像空白之处均有题名、以乐府形式所作的诗评，根据人物特点和事迹配有不同的寓意深刻的纹样装饰。
| 人物题名                   | 简介                                                                 |
| -------------------------- | -------------------------------------------------------------------- |
| 留侯张子房（张良）         | 汉初三杰之一，曾于博浪沙暗杀秦始皇，后成为汉高祖刘邦的谋臣。         |
| 西楚霸王项籍（项羽）       | 西楚霸王，率诸侯灭秦，后败于垓下之战，自刎于乌江。                   |
| 伏生                       | 秦朝博士，焚书坑儒时冒险保护《尚书》，使其得以流传。                 |
| 东方曼倩（东方朔）         | 西汉汉武帝时期著名大臣，性格诙谐幽默，善辞赋。                       |
| 张骞                       | 奉汉武帝之命出使西域，被封为“博望侯”。                               |
| 典属国苏子卿（苏武）       | 汉武帝时出使匈奴，牧羊北海十九年不屈。                               |
| 龙门司马子长（司马迁）     | 西汉太史令，著有《史记》。                                           |
| 董贤                       | 汉哀帝的男宠，为“断袖之癖”典故的由来。                               |
| 严先生（严光）             | 东汉著名隐士，与汉光武帝同窗，不为功名所动，隐于富春江畔。           |
| 曹孝女（曹娥）             | 东汉孝女，父亲为水所溺后投江自尽。                                   |
| 定远侯班超（班超）         | 东汉名将，投笔从戎，出使西域三十一年。                               |
| 曹大家班惠班（班昭）       | 东汉女史学家，博学多才，屡屡为皇后、贵人的老师，                     |
| 赵娥                       | 东汉孝女，父亲被李寿所杀后，发誓为其父报仇，最终成功刺杀李寿。       |
| 江东孙郎（孙策）           | 东汉名将，先后平定江东诸侯，并广招贤才，为孙吴奠定基础。             |
| 汉丞相诸葛武侯（诸葛亮）   | 三国蜀汉丞相，一生“鞠躬尽瘁、死而后已”。                             |
| 隐士焦孝然（焦先）         | 三国著名隐士，露首赤足，结草为裳，相传活到百余岁。                   |
| 北地王刘谌（刘谌）         | 三国蜀后主刘禅之子，刘禅投降之日，杀妻儿后自杀。                     |
| 羊叔子（羊祜）             | 西晋名将，德才兼备，笃重朴实。                                       |
| 周将军处（周处）           | 西晋名将，年少为祸乡里，后改过自新，留下“周处除三害”的传说。         |
| 绿珠                       | 西晋石崇宠妾，八王之乱时为不连累石崇而坠楼自尽。                     |
| 陶公（陶渊明）             | 东晋著名诗人，辞官归田，务农隐居。                                   |
| 王景略（王猛）             | 十六国时期前秦丞相，面对桓温北伐召见时镇定自若，“扪虱而谈”。         |
| 晋太傅谢公（谢安）         | 东晋名臣，筹划淝水之战，北伐胜利后素退为业。                         |
| 苏若兰（苏蕙）             | 十六国时期前秦女诗人，将对丈夫的思念之情写成回文诗《璇玑图》。       |
| 木兰（花木兰）             | 南北朝诗歌传奇人物，女扮男装，代父从军。                             |
| 谯国夫人冼氏（冼夫人）     | 南北朝时期俚人杰出的女首领。                                         |
| 伪周皇帝武璺（武则天）     | 唐高宗李治的皇后，自立为武周皇帝。                                   |
| 国老狄梁公（狄仁杰）       | 唐朝、武周时期的著名宰相。                                           |
| 代国公乐工安金藏（安金藏） | 武则天时期太常工人，有人告皇嗣李旦谋反，其当朝自剖腹胸以证李旦清白。 |
| 尚父郭汾阳王（郭子仪）     | 唐代名将，平定安史之乱的主要功臣。                                   |
| 李青莲（李白）             | 唐代著名诗人，有“诗仙”之称。                                         |
| 李邺侯（李泌）             | 唐朝宰相，曾辅佐四朝天子。                                           |
| 唐监军张承业（张承业）     | 唐朝末期宦官，唐亡后仕晋，对李克用竭力效忠，辅助幼主李存勗。         |
| 长乐老冯道（冯道）         | 五代时期官员，历事五个朝代均居高位，被称为“不倒翁”。                 |
| 华山陈图南先生（陈抟）     | 五代时期知名道士，被称为“陈抟老祖”、“希夷祖师”。                     |
| 吴越钱武肃王（钱镠）       | 五代时期吴越国开国国王，在位时发展农桑、修建钱塘江海堤和沿江水闸。   |
| 安民                       | 宋代石工，善刻碑，因不愿按行规在所刻碑石上留名而声名远扬。           |
| 太学录陈东（陈东）         | 宋代太学官员，多次率太学诸生上书直谏。                               |
| 岳鄂王（岳飞）             | 宋朝抗金名将，以“莫须有”的谋反罪名被害。                             |
| 文丞相（文天祥）           | 宋朝丞相，被俘后宁死不屈，从容就义。                                 |

## 影响
《无双谱》问世以来，流传甚众，成为民间制作的陶瓷器上的常见纹饰，尤其在清朝道光时期达到空前风行。中国国家博物馆图书馆藏有清代康熙年间的刻本《无双谱》残本。